# Zachobiella submarginata
Zachobiella submarginata is een insect uit de familie van de bruine gaasvliegen (Hemerobiidae), die tot de orde netvleugeligen (Neuroptera) behoort. 
Zachobiella submarginata is voor het eerst wetenschappelijk beschreven door Esben-Petersen in 1929.